# Cheng-Chui Kuo
Cheng-Chui Kuo (1971) è un regista, drammaturgo e sceneggiatore taiwanese.

## Biografia
È nato a Taiwan. Nel 1997 si è trasferito in Francia per studiare all'Università di Aix-Marseille. Ha iniziato ad operare nel mondo del ginema lavorando come tecnico video a Parigi e come assistente alla regia per spot televisivi, cortometraggi e lungometraggi. 
Ha scritto la commedia teatrale Clément, Alex et tous les autres che è rappresentata per la prima volta nei teatri di Parigi nel 2006. 
Nel 2008 ha diretto Séance familiale, che è stato candidato come miglior cortometraggio ai Premi César 2010 ed ha vinto il Festival européen du film court de Brest.
Ha diretto il lungomtraggio Clément, Alex et tous les autres, adattamento della sua omonima opera teatrale. Il film è stato presentato in anteprima al Festival MIX Milano, dove ha concorso nella selezione dei lungometraggi.

## Filmografia
- Clément, Alex et tous les autres (2019)
- Forêt Debussy (2016)
- Expiration (cortometraggio, 2013)
- E.S.F (2008)
- Séance familiale (cortometraggio, 2008)
- Family Viewing (cortometraggio, 2008)
- The Swimmer (cortometraggio, 2005)
- Play Chat (2002, documentario)
- Dry (cortometraggio, 1999)